# Oudemannenhuis (Breda)
Het voormalige Oudemannenhuis is een monumentaal pand aan de Boschstraat in het centrum van Breda. Het maakte oorspronkelijk deel uit van een gasthuiscomplex. Het huidige gebouw dateert uit begin zeventiende eeuw.

## Geschiedenis
De oudste sporen van bebouwing op deze locatie dateren uit de Romeinse tijd. Archeologisch onderzoek leverde de resten op van een boomstamwaterput.
Het Oudenmannenhuis is een van de oudste gebouwen van de stad. Wanneer het Oudemannenhuis aan de zuidzijde van het toenmalige Gasthuiseinde (de huidige Boschstraat) werd gebouwd is onbekend. De eerste vermelding vindt reeds plaats in 1246 en wel in de “uytersten wil van Godevaert den IV.”. In dit testament legateert Godevaert - nu gekend als Godfried IV van Schoten, heer van Breda – een bedrag van drie Leuvense Ponden (1 £Lov ≈ 1 Rijksdaalder) aan het “Gasthuys te Breda”. Dit gasthuis maakte deel uit van een deels door een gracht omringd complex met gasthuiskapel, kerkhof en een Beyerd (passantenverblijf). De Beyerd bestond in de veertiende eeuw uit een zaal met door lage muren verbonden poeren en een houten bovenbouw. In het midden stond een haardplaats. De Beyerd is in de vijftiende eeuw herbouwd en vergroot.
Van 1295 tot en met 1308 werd het gasthuis tijdelijk bewoond door zusters van het klooster St Catharinadal. Raso II van Gaveren had de zusters hulp aangeboden nadat het klooster in Vroenhout was vernietigd door de Sint-Aagthenvloed.
Tot 1530 lag het complex buiten de muren van de stad. Met de aanleg van de nieuwe stadsverdediging (1531 - 1547) door Hendrik III kwam het echter binnen de stadgrenzen. In 1534 ging het oude gasthuis verloren bij een grote stadsbrand. In deze tijd bood het Gasthuis aan het Gasthuiseinde onderdak aan proveniers (broeders). De Beyerd werd gebruikt als verblijf voor zieken (waaronder lijders aan lepra en pest) en krankzinnigen.
In 1634 werd het gasthuis een tehuis voor bejaarde mannen, het Oudemannenhuis. In 1643 besloot men het gebouw uit te breiden met een nieuwe voorgevel, eetzaal en een kamer voor gasthuismeesters. Op het complex waren verder aanwezig:
- een boerderij, inclusief stallen en schuren
- provenierwoningen
- moestuin
- bakkerij

De gevel is van 1643, ontworpen door meester-steenhouwer Laureys Drijffhout. De voorgevel is vervaardigd in baksteen en heeft een classicistische hardstenen ingangspoort. De timpaan is gedecoreerd met guirlandes, met als acroteriën daarboven twee beelden van toen bekende Bredase oude mannen, Thijs en Geert genaamd, bewoners van het Oudemannenhuis. Boven op het gebouw staat een zeer karakteristiek torentje met klok. De klok dateert uit 1502 en is een van de oudste klokken van Breda die nog steeds elk halfuur luidt. Ten westen van het gasthuis stond de Beyerd en de gasthuiskapel. In 1658 verdween de boerderij om plaats te maken voor nieuwe provenierswoningen. Tevens kwam er een brouwerij.
In 1798 ging het samen met het Manhuis op de Haagdijk en het stadshopitaal aan de Vlaszak. Na de invoer van de armenwet in 1854 besluit een nieuw bestuur het gasthuis te moderniseren. De slaapzaal werd vergroot en voorzien van ijzeren bedden waardoor de hygiënische omstandigheden verbeterde.
In de negentiende eeuw verdween de Beyerd.
In 1934 is een grote verbouwing van het gasthuis door architect J. Struyt waarbij aan de achterzijde een galerij bij kwam. Van het oorspronkelijke gebouw bleef alleen de voorzijde en de dakspanten van de voorbouw over. Alle bijgebouwen rondom de binnenplaats worden gesloopt.
In 1956 kreeg het toenmalige Oudemannenhuis een geheel andere bestemming en werd het een cultureel centrum, de Beyerd geheten (opening op 30 juni 1956). Met de nieuwe functie en bijbehorende verbouwing verdwenen de laatste resten van de oude gasthuiskapel.
Nieuwe verbouwingen vinden plaats in 1963, 1988 (hierbij wordt de patio dicht gebouwd) en 1990 (bouw arthotheek).
De laatste verbouwing dateert uit 2005. Sinds 2008 was hier het Museum Of The Image (voorheen het Graphic Design Museum) gevestigd en vanaf het voorjaar van 2017 het Stedelijk Museum Breda.

## Galerij

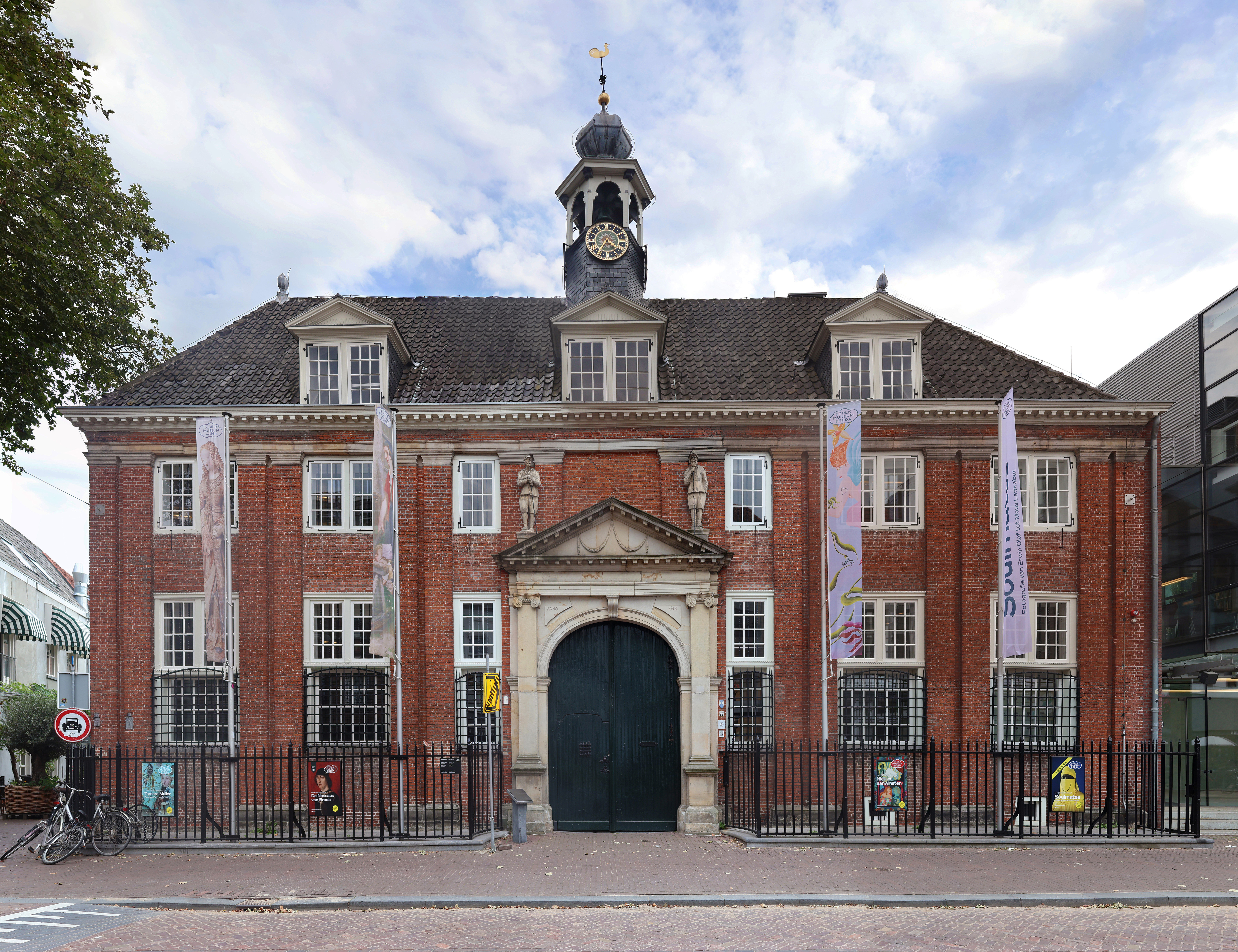
Voorgevel
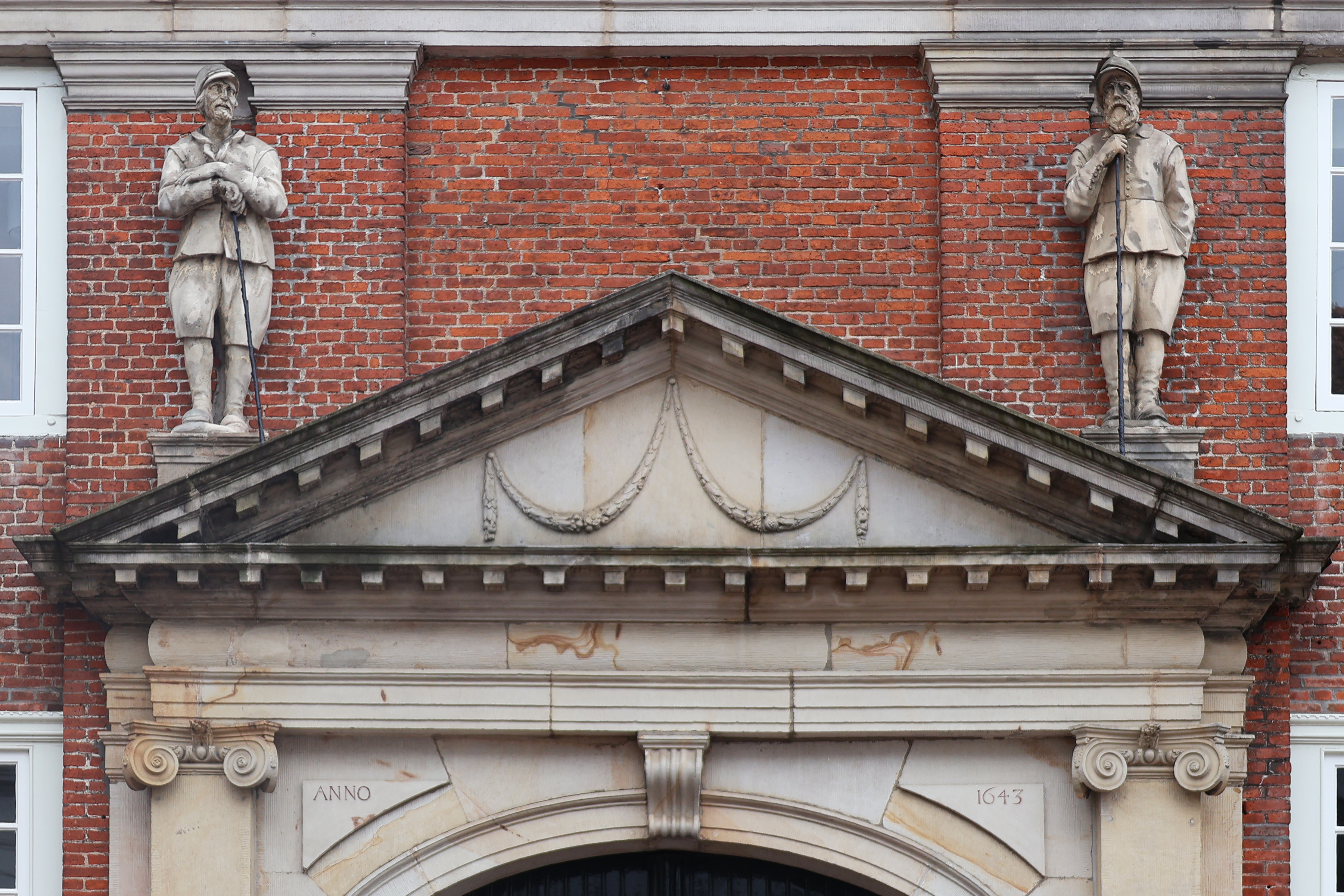
Detail toegangspoort
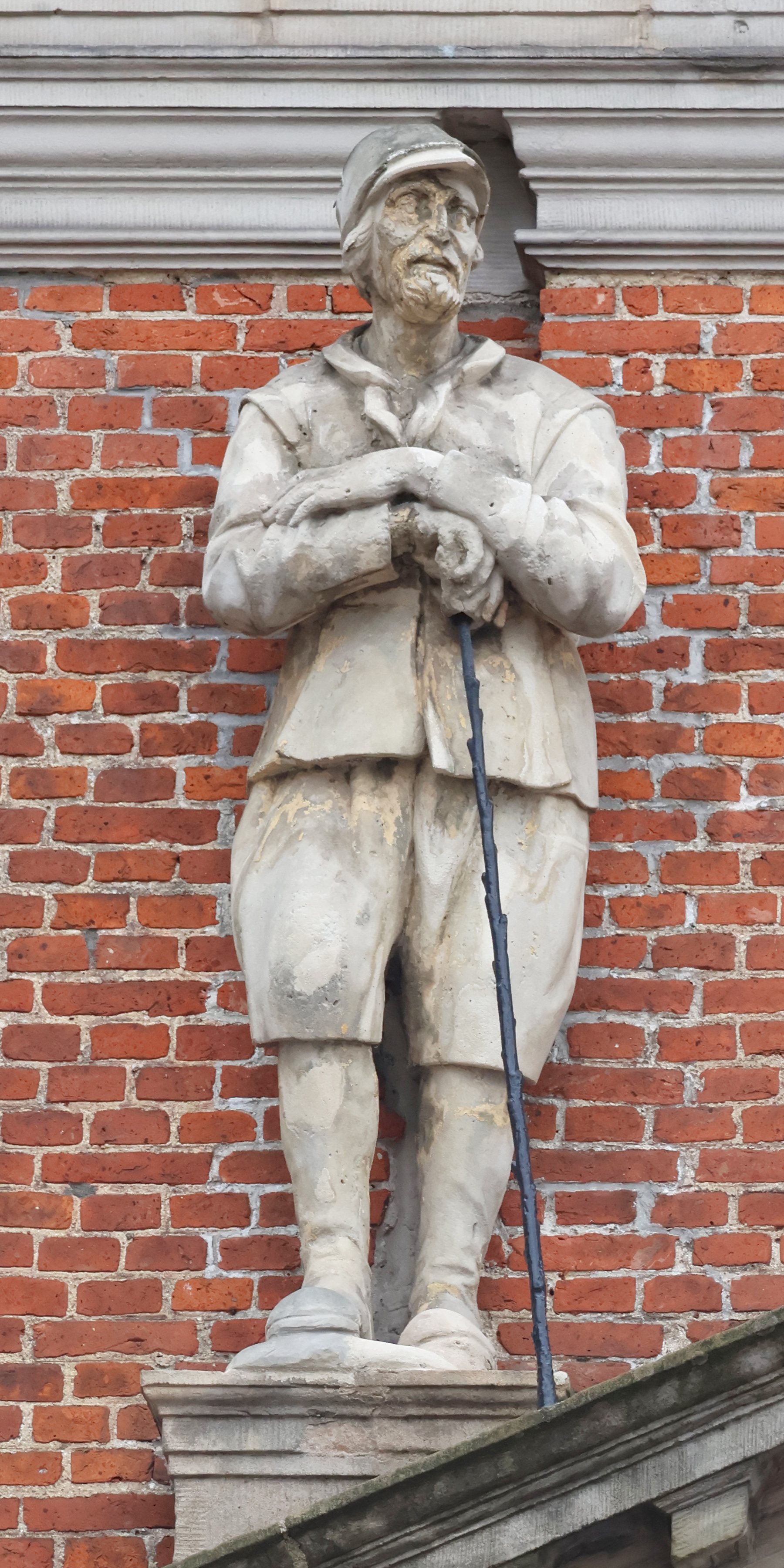
Beeld oude man, in de volksmond soms Thijs genoemd
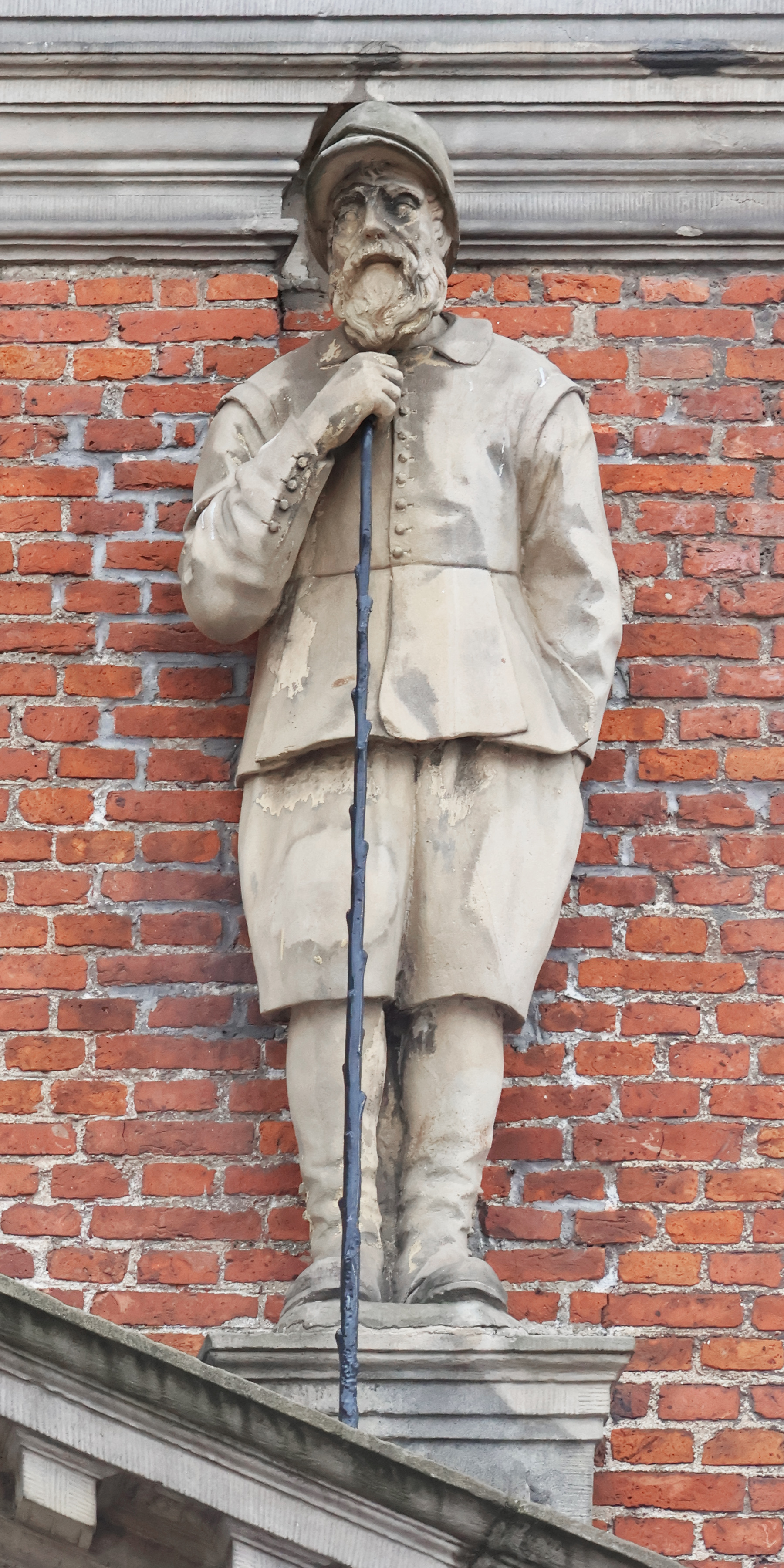
Beeld oude man, in de volksmond soms Geert genoemd
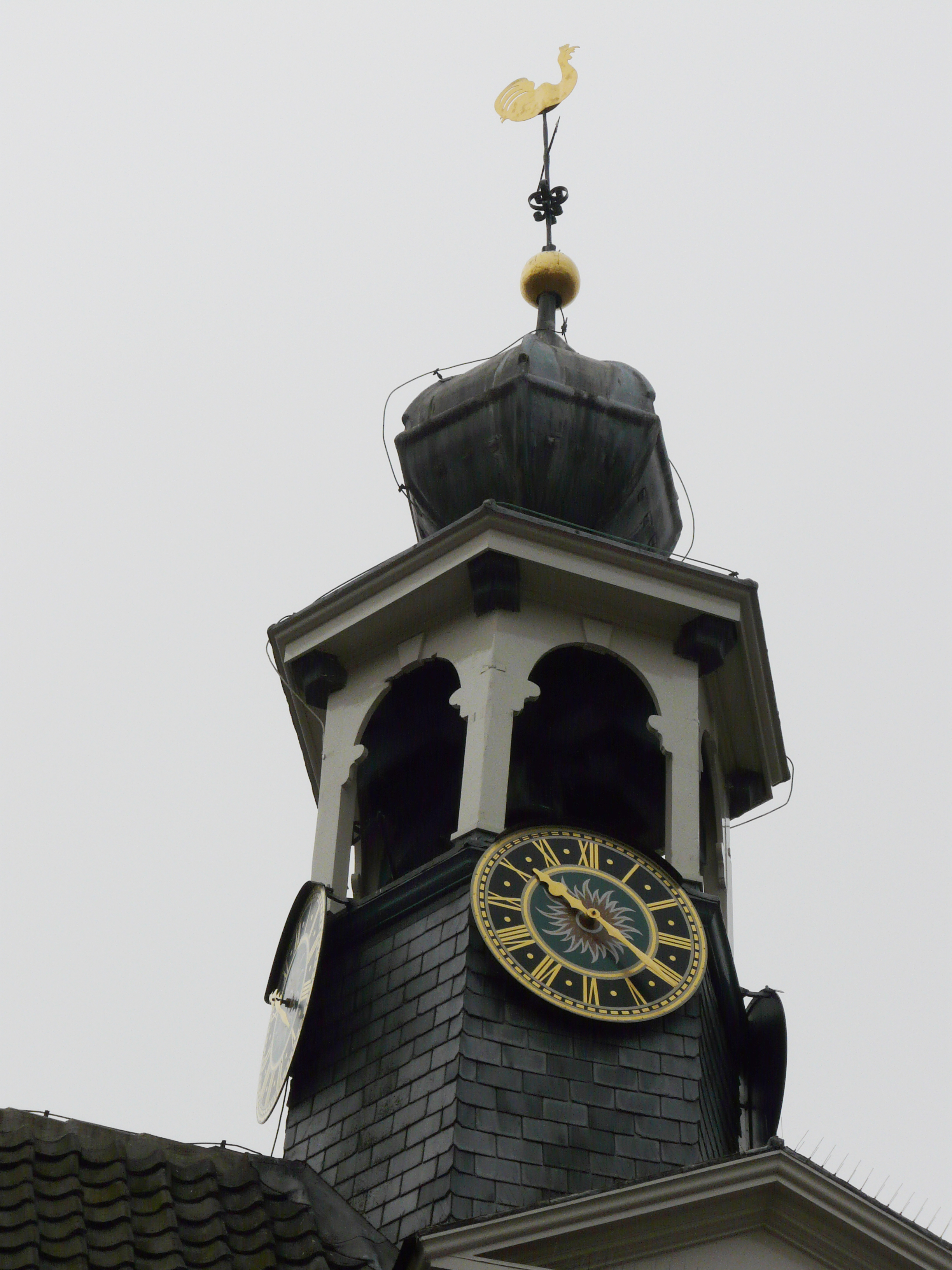
Torentje met klok
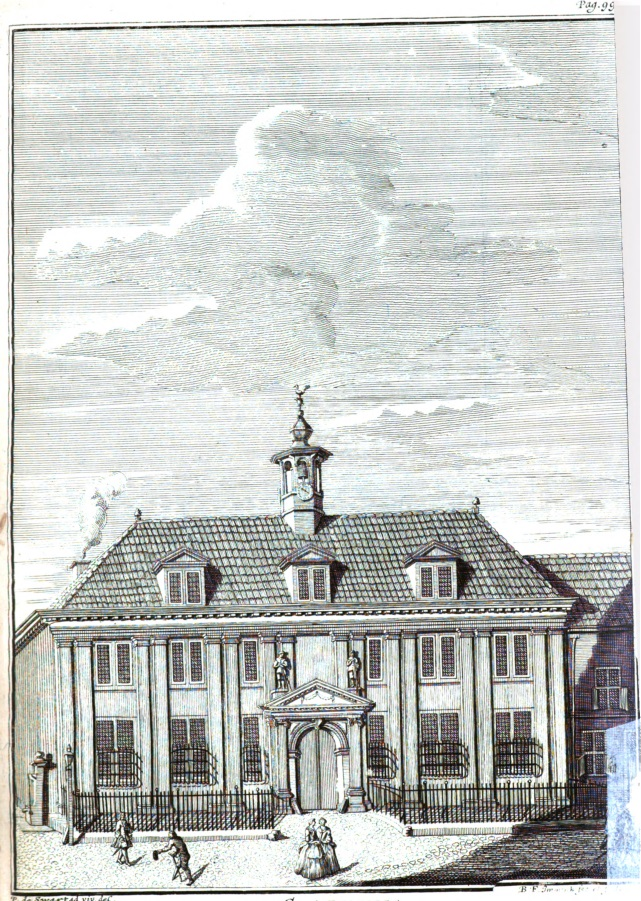
Gasthuis Breda (Gravure Thomas Ernst van Goor)
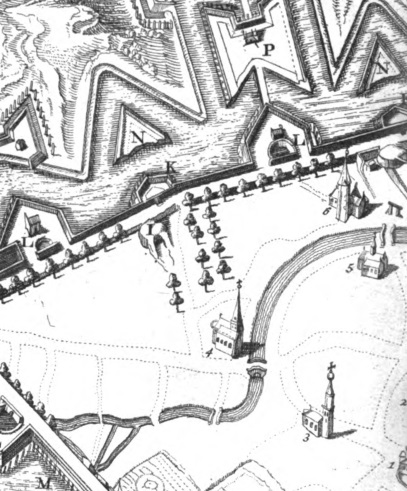
Gasthuis (4) binnen de stadsmuren van Breda in 1622. Daarnaast Sint Catharinadal (6)